# Caesioperca
Caesioperca là một chi cá biển thuộc phân họ Anthiadinae nằm trong họ Cá mú. Chi này bao gồm 2 loài; chúng được tìm thấy ở Úc và New Zealand.

## Các loài
Hai loài có mặt trong chi này là:

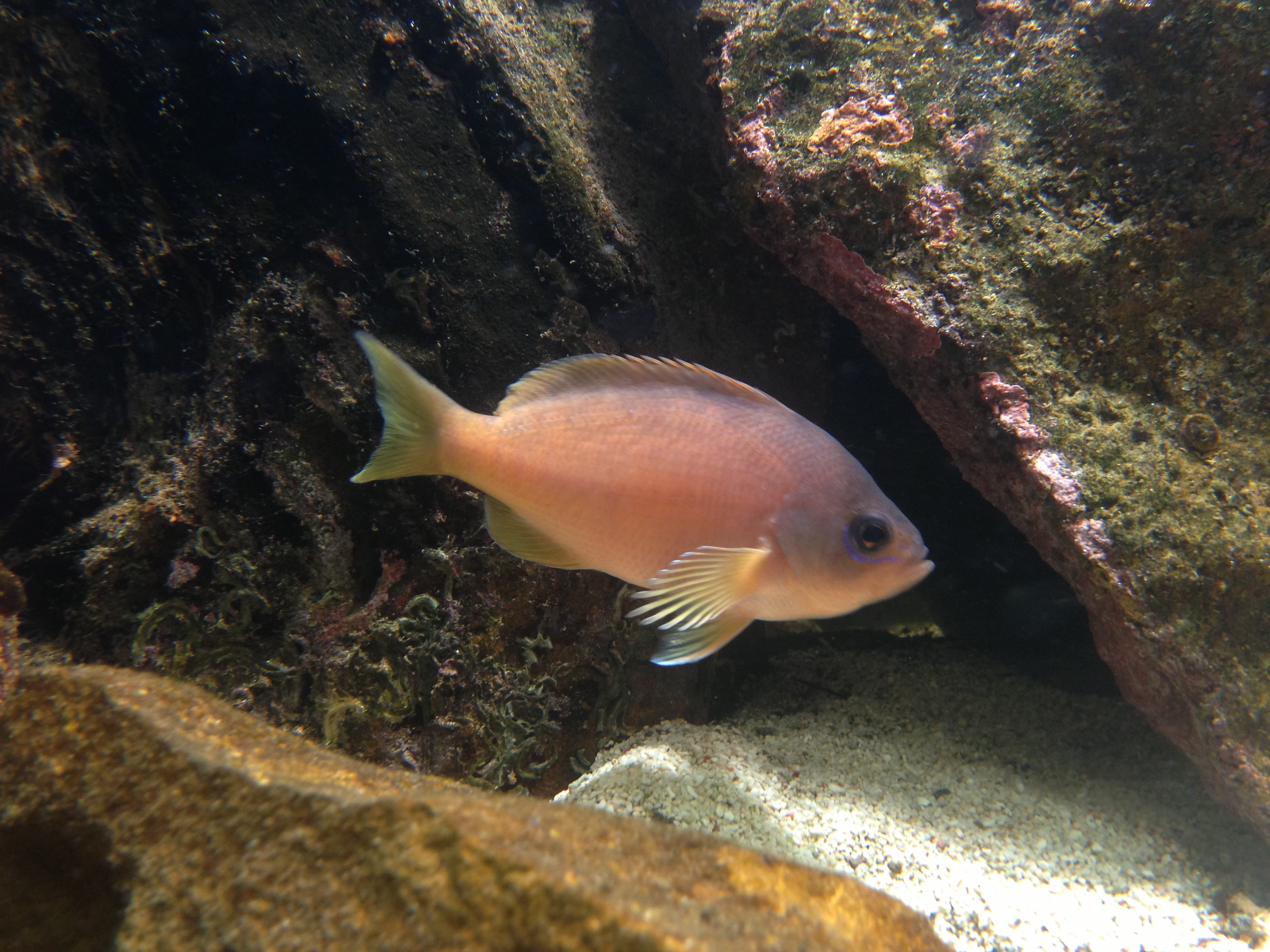
Caesioperca rasor

- Caesioperca lepidoptera (Forster, 1801)
- Caesioperca rasor (Richardson, 1839)